# J. B. Lenoir
J. B. Lenoir (Monticello, 5 marzo 1929 – Urbana, 29 aprile 1967) è stato un chitarrista blues statunitense, nonché cantautore.
È conosciuto anche come JB Lenore o anche KB Lenore.

## Vita e carriera
Suo padre, un chitarrista, lo introdusse alla musica di Blind Lemon Jefferson, che ebbe su di lui una grande influenza. Nei primi anni '40, Lenoir lavorò con il musicisti blues Sonny Boy Williamson II e Elmore James a New Orleans. Fu influenzato anche da Arthur Crudup e Lightnin' Hopkins.
Nel 1949 si trasferì a Chicago e qui Big Bill Broonzy lo introdusse nella scena blues locale. Così iniziando a suonare nei locali con musicisti come Memphis Minnie, Big Maceo Merriweather, e Muddy Waters divenne un protagonista importante della comunità blues. Nel 1951 cominciò ad incidere i suoi primi dischi con la J.O.B. e la Chess Records. Scrisse una delle prime canzoni pacifista contro l'impegno americano nella guerra di Corea che venne pubblicata dalla Chess records e suonata da J. B. Lenoir and his Bayou Boys. La banda comprendeva il pianista Sunnyland Slim, il chitarrista "Baby Face" Leroy Foster, e il batterista Alfred Wallace.
Durante tutti gli anni '50 continuò ad incidere presso diverse etichette dell'area di Chicago, oltre alle già citate J.O.B. e Chess anche presso la Parrot e la Checker. Le sue canzoni più famose includono "Let's roll", "The Mojo" cui partecipò il sassofonista J. T. Brown e la controversa "Eisenhower Blues" che la Parrot impose fosse reincisa col titolo di "Tax Paying Blues". Lenoir si distingueva per vestirsi in tenute sgargianti, spesso con pantaloni "zebrati" ed era conosciuto per la sua voce molto acuta. Divenne un chitarrista ed un cantautore influente, la sua attenzione per i temi sociali e di protesta concorsero a distinguerlo da molti altri "bluesmen" del tempo. La sua canzone di maggior successo fu "Mamma Talk To Your Daughter", incisa per Parrot nel 1954, essa raggiunse la posizione numero 11 di Billboard nella classifica "Hot R&B Songs" e fu reincisa e reinterpretata da molti altri musicisti. Nei tardi anni '50 incise, questa volta per la Checker molti altri blues come: "Don't Dog Yor Woman" e "Don't Touch My Head!!!".
Nel 1963 incise per la USA records usando il nome di "J. B. Lenoir and his African Hunch Rhytm" e sperimentando percussioni e ritmi africani. Nonostante tutto però Lenoir lavorava saltuariamente come musicista e faticava a mantenersi solo con la musica tanto da fare qualsiasi tipo di lavoro, compreso lavorare nella cucina dell'Università dell'Illinois.
Fu riscoperto da Willie Dixon che registrò con lui e il batterista Fred Below negli album Alabama Blues e Down in Mississippi (ispirato dalla lotta per i Diritti civili in corso allora). Lenoir fece tournée in Europa e partecipò nel 1965 al American Folk Blues Festival in Inghilterra.

## Morte
Lenoir morì il 29 aprile del 1967 all'età di 38 anni ad Urbana in Illinois per un infarto legato alle ferite che egli subì a seguito di un incidente stradale tre settimane prima.

## Influenza postuma
La sua morte fu cantata da John Mayall nelle canzoni "I'm Gonna Fight for You, J.B." e "Death of J. B. Lenoir".
Il film-documentario del 2003 The Soul of a Man, diretto da Wim Wenders come secondo episodio della serie The Blues di Martin Scorsese, esamina la vita di Lenoir insieme a quella di Skip James e Blind Willie Johnson.
Nel 2011 Lenoir fu ammesso alla Blues Hall of Fame della Blues Foundation.

## Nome e Cognome
Il nome J.B. potrebbe derivare dalle iniziali del profeta John Baptist, così come potrebbe non avere alcun significato particolare, visto che a quel tempo molti musicisti blues cambiavano il proprio nome originale o vi aggiungevano soprannomi. Di fatto egli fu registrato semplicemente con le iniziali "J.B.". Per quanto concerne il cognome, nonostante sia chiaramente di derivazione francese, Lenoir lo ha sempre pronunciato "La Nor".

## Discografia
- Alabama Blues, 1966
- J.B. Lenoir, (1970) (Polydor)
- Down In Mississippi, (1980) (L+R Records)
- "Chess Masters" (Chess double LP, 1984)
- One Of These Mornings, con Willie Dixon -  (1986) (JSP Records)
- "The Parrot Sessions, 1954-55" (Relic LP, 1989)